# Дреццо
Дреццо (італ. Drezzo) — колишній муніципалітет в Італії, у регіоні Ломбардія, провінція Комо. З 4 лютого 2014 року Дреццо є частиною новоствореного муніципалітету Кольверде.
Дреццо розташоване на відстані близько 520 км на північний захід від Рима, 45 км на північ від Мілана, 7 км на захід від Комо.
Населення — 1266 осіб (2012).
Покровитель — Santi Rocco e Sebastiano.

## Демографія
Населення за роками:

Станом на 31 грудня 2010 року в муніципалітеті офіційно проживало 45 іноземців з 20 країн, серед них 8 громадян країн Євросоюзу та 3 громадяни України.

## Сусідні муніципалітети
- К'яссо
- Фалоппіо
- Паре
- Ронаго
- Уджате-Тревано